# Danh sách di sản văn hóa Tây Ban Nha được quan tâm ở tỉnh Badajoz
Danh sách di sản văn hóa Tây Ban Nha được quan tâm ở Badajoz (tỉnh).

## Các di sản theo thành phố

### A

#### Alange
| Tên              | Dạng                                         | Địa điểm | Tọa độ                                        | Số hồ sơ tham khảo? | Ngày nhận danh hiệu? | Hình ảnh                     |
| ---------------- | -------------------------------------------- | -------- | --------------------------------------------- | ------------------- | -------------------- | ---------------------------- |
| Balneario Alange | Di tích Kiến trúc dân sự Thời gian: Thế kỷ 3 | Alange   | 38°47′04″B 6°14′36″T / 38,784415°B 6,243466°T | RI-51-0000396       | 03-06-1931           | Baños Romanos · Upload image |

#### Alburquerque, Badajoz
| Tên                             | Dạng                                                           | Địa điểm     | Tọa độ                                        | Số hồ sơ tham khảo? | Ngày nhận danh hiệu? | Hình ảnh                                          |
| ------------------------------- | -------------------------------------------------------------- | ------------ | --------------------------------------------- | ------------------- | -------------------- | ------------------------------------------------- |
| Abrigos Risco San Blas          | Di tích Nghệ thuật đá Thời gian: Thời đại đồ đồng              | Alburquerque |                                               | RI-51-0000293       | 25-04-1924           | Abrigos del Risco de San Blas · Upload image      |
| Lâu đài và restos fortificación | Di tích Kiến trúc phòng thủ Thời gian: Thế kỷ 13               | Alburquerque | 39°13′02″B 7°00′08″T / 39,21726°B 7,002307°T  | RI-51-0001079       | 27-11-1933           | Castillo y restos de Fortificación · Upload image |
| Alburquerque, Badajoz           | Lịch sử và nghệ thuật                                          | Alburquerque | 39°13′12″B 7°00′01″T / 39,220086°B 7,000315°T | RI-53-0000459       | 21-07-1998           | Ciudad de Alburquerque · Upload image             |
| Nhà thờ Santa María Mercado     | Di tích Kiến trúc phòng thủ Thời gian: Thế kỷ 13 đến Thế kỷ 18 | Alburquerque | 39°13′04″B 7°00′09″T / 39,217858°B 7,00245°T  | RI-51-0007109       | 23-07-1991           | Iglesia de Santa María del Mercado · Upload image |

#### Almendralejo
| Tên                           | Dạng    | Địa điểm     | Tọa độ | Số hồ sơ tham khảo? | Ngày nhận danh hiệu? | Hình ảnh     |
| ----------------------------- | ------- | ------------ | ------ | ------------------- | -------------------- | ------------ |
| Teatro-cine Carolina Coronado | Di tích | Almendralejo |        | RI-51-0005423       | 05-09-1995           | Upload image |
| Obrero Extremeño              | Di tích | Almendralejo |        | RI-51-0007089       | 05-09-1995           | Upload image |

#### Azuaga, Badajoz
| Tên                                     | Dạng                 | Địa điểm        | Tọa độ                                        | Số hồ sơ tham khảo? | Ngày nhận danh hiệu? | Hình ảnh                                               |
| --------------------------------------- | -------------------- | --------------- | --------------------------------------------- | ------------------- | -------------------- | ------------------------------------------------------ |
| Nhà thờ Ntra. Sra. Consolación (Azuaga) | Di tích              | Azuaga, Badajoz | 38°15′43″B 5°40′38″T / 38,262042°B 5,677186°T | RI-51-0007412       | 23-03-1993           | Iglesia de Ntra. Sra. de la Consolación · Upload image |
| Azuaga, Badajoz                         | Khu phức hợp lịch sử | Azuaga, Badajoz | 38°15′39″B 5°40′45″T / 38,260761°B 5,679034°T | RI-53-0000482       | 10-02-1998           | Localidad de Azuaga · Upload image                     |

### B

#### Badajoz
| Tên                                                                 | Dạng                                                                   | Địa điểm                                            | Tọa độ                                        | Số hồ sơ tham khảo? | Ngày nhận danh hiệu? | Hình ảnh                                                            |
| ------------------------------------------------------------------- | ---------------------------------------------------------------------- | --------------------------------------------------- | --------------------------------------------- | ------------------- | -------------------- | ------------------------------------------------------------------- |
| Nhà thờ chính tòa Badajoz                                           | Di tích Kiến trúc tôn giáo Kiểu: Kiến trúc Gothic Thời gian: Thế kỷ 13 | Badajoz Plaza de España                             | 38°52′42″B 6°58′11″T / 38,878389°B 6,969662°T | RI-51-0000394       | 03-06-1931           | Catedral de San Juan Bautista de Badajoz · Upload image             |
| Alcazaba Badajoz, Tháp Espantaperros và Recinto abaluartado Badajoz | Di tích                                                                | Badajoz                                             | 38°52′53″B 6°58′02″T / 38,881312°B 6,967361°T | RI-51-0000399       | 03-06-1931           | Alcázar, Torre de Espantaperros y Recinto de Badajoz · Upload image |
| Lưu trữ lịch sử Provincial Badajoz                                  | Lưu trữ                                                                | Badajoz                                             | 38°52′30″B 6°58′22″T / 38,874914°B 6,972907°T | RI-AR-0000017       | 10-11-1997           | Upload image                                                        |
| Bảo tàng Khảo cổ Provincial (Badajoz)                               | Di tích                                                                | Badajoz                                             | 38°52′55″B 6°58′06″T / 38,882026°B 6,968401°T | RI-51-0001307       | 01-03-1962           | Museo Arqueológico Provincial (Badajoz) · Upload image              |
| Bảo tàng Bellas Artes (Badajoz)                                     | Di tích                                                                | Badajoz                                             | 38°52′47″B 6°58′20″T / 38,879654°B 6,972172°T | RI-51-0001308       | 01-03-1962           | Upload image                                                        |
| Căn nhà Nº 16, 16-a và 16-b Avd. Joaquín Costa                      | Di tích                                                                | Badajoz Convento de Clarisas                        |                                               | RI-51-0006923       | 22-12-1989           | Upload image                                                        |
| Mercado Metálico                                                    | Di tích                                                                | Badajoz Campus UNiversitario, Avenida de Elvas nº 9 |                                               |                     | 24-12-2012           | Upload image                                                        |

#### Berlanga (Badajoz)
| Tên                                                 | Dạng    | Địa điểm           | Tọa độ | Số hồ sơ tham khảo? | Ngày nhận danh hiệu? | Hình ảnh                                                      |
| --------------------------------------------------- | ------- | ------------------ | ------ | ------------------- | -------------------- | ------------------------------------------------------------- |
| Nhà thờ Parroquial Nuestra Señora Gracia (Berlanga) | Di tích | Berlanga (Badajoz) |        | RI-51-0005418       | 23-07-1991           | Iglesia Parroquial de Nuestra Señora de Gracia · Upload image |

#### Bienvenida, Badajoz
| Tên                                                   | Dạng    | Địa điểm            | Tọa độ | Số hồ sơ tham khảo? | Ngày nhận danh hiệu? | Hình ảnh     |
| ----------------------------------------------------- | ------- | ------------------- | ------ | ------------------- | -------------------- | ------------ |
| Nhà thờ Parroquial Nuestra Señora Angeles. Bienvenida | Di tích | Bienvenida, Badajoz |        | RI-51-0004953       | 13-10-1983           | Upload image |

#### Burguillos del Cerro
| Tên              | Dạng                 | Địa điểm             | Tọa độ                                        | Số hồ sơ tham khảo? | Ngày nhận danh hiệu? | Hình ảnh                                                                          |
| ---------------- | -------------------- | -------------------- | --------------------------------------------- | ------------------- | -------------------- | --------------------------------------------------------------------------------- |
| Burguillos Cerro | Khu phức hợp lịch sử | Burguillos del Cerro | 38°22′55″B 6°35′30″T / 38,381851°B 6,591586°T | RI-53-0000370       | 21-04-1998           | Conjunto Histórico a favor de la localidad de Burguillos del Cerro · Upload image |

### C

#### Calera de León
| Tên                            | Dạng    | Địa điểm       | Tọa độ | Số hồ sơ tham khảo? | Ngày nhận danh hiệu? | Hình ảnh                                             |
| ------------------------------ | ------- | -------------- | ------ | ------------------- | -------------------- | ---------------------------------------------------- |
| Tu viện Santiago (Calera León) | Di tích | Calera de León |        | RI-51-0000403       | 03-06-1931           | Convento de Santiago (Calera de León) · Upload image |
| Tu viện Tentudía               | Di tích | Calera de León |        | RI-51-0000402       | 03-06-1931           | Monasterio de Santa María de Tentudía · Upload image |

#### Calzadilla de los Barros
| Tên                                  | Dạng    | Địa điểm                 | Tọa độ | Số hồ sơ tham khảo? | Ngày nhận danh hiệu? | Hình ảnh     |
| ------------------------------------ | ------- | ------------------------ | ------ | ------------------- | -------------------- | ------------ |
| Nhà thờ Parroquial Calzadilla Barros | Di tích | Calzadilla de los Barros |        | RI-51-0004695       | 10-09-1982           | Upload image |

#### Campanario, Badajoz
| Tên                                    | Dạng    | Địa điểm            | Tọa độ | Số hồ sơ tham khảo? | Ngày nhận danh hiệu? | Hình ảnh     |
| -------------------------------------- | ------- | ------------------- | ------ | ------------------- | -------------------- | ------------ |
| Nhà hoang Nuestra Señora Piedraescrita | Di tích | Campanario, Badajoz |        | RI-51-0007062       | 22-03-1994           | Upload image |

### D

#### Don Benito
| Tên                                              | Dạng                                            | Địa điểm                   | Tọa độ                                        | Số hồ sơ tham khảo? | Ngày nhận danh hiệu? | Hình ảnh                                              |
| ------------------------------------------------ | ----------------------------------------------- | -------------------------- | --------------------------------------------- | ------------------- | -------------------- | ----------------------------------------------------- |
| Nhà thờ Parroquial Santiago Apóstol. Don Benito. | Di tích Kiến trúc tôn giáo Thời gian: Thế kỷ 16 | Don Benito Plaza de España | 38°57′15″B 5°51′42″T / 38,954266°B 5,861546°T | RI-51-0008688       | 10-01-1995           | Iglesia Parroquial de Santiago Apóstol · Upload image |

### F

#### Feria (Badajoz)
| Tên             | Dạng                        | Địa điểm | Tọa độ                                        | Số hồ sơ tham khảo?  | Ngày nhận danh hiệu? | Hình ảnh                                   |
| --------------- | --------------------------- | -------- | --------------------------------------------- | -------------------- | -------------------- | ------------------------------------------ |
| Lâu đài Feria   | Di tích Kiến trúc phòng thủ | Feria    | 38°30′54″B 6°34′04″T / 38,514995°B 6,567887°T | Declaración genérica | 22-04-1949           | Castillo de Feria · Upload image           |
| Feria (Badajoz) | Khu phức hợp lịch sử        | Feria    | 38°30′46″B 6°33′54″T / 38,512663°B 6,565043°T | RI-53-0000111        | 23-04-1970           | Conjunto Histórico de Feria · Upload image |

#### Fregenal de la Sierra
| Tên                                            | Dạng                 | Địa điểm              | Tọa độ                                        | Số hồ sơ tham khảo? | Ngày nhận danh hiệu? | Hình ảnh                                                   |
| ---------------------------------------------- | -------------------- | --------------------- | --------------------------------------------- | ------------------- | -------------------- | ---------------------------------------------------------- |
| Quần thể lịch sử và nghệ thuật Fregenal Sierra | Khu phức hợp lịch sử | Fregenal de la Sierra | 38°10′13″B 6°39′09″T / 38,170329°B 6,652611°T | RI-53-0000384       | 11-02-1992           | Conjunto Histórico de Fregenal de la Sierra · Upload image |

#### Fuente del Maestre
| Tên                                                          | Dạng                 | Địa điểm           | Tọa độ                                        | Số hồ sơ tham khảo? | Ngày nhận danh hiệu? | Hình ảnh                                                          |
| ------------------------------------------------------------ | -------------------- | ------------------ | --------------------------------------------- | ------------------- | -------------------- | ----------------------------------------------------------------- |
| Nhà thờ Parroquial Nuestra Señora Candelaria. Fuente Maestre | Di tích              | Fuente del Maestre |                                               | RI-51-0005430       | 20-07-1993           | Iglesia Parroquial Nuestra Señora de la Candelaria · Upload image |
| Quần thể Histórico Fuente Maestre                            | Khu phức hợp lịch sử | Fuente del Maestre | 38°31′42″B 6°27′00″T / 38,528427°B 6,449888°T | RI-53-0000391       | 17-11-1998           | Conjunto Histórico Fuente del Maestre · Upload image              |

### G

#### Granja de Torrehermosa
| Tên                                                                     | Dạng    | Địa điểm               | Tọa độ | Số hồ sơ tham khảo? | Ngày nhận danh hiệu? | Hình ảnh     |
| ----------------------------------------------------------------------- | ------- | ---------------------- | ------ | ------------------- | -------------------- | ------------ |
| Tháp Nhà thờ Parroquial Nuestra Señora Concepción (Granja Torrehermosa) | Di tích | Granja de Torrehermosa |        | RI-51-0001076       | 27-10-1932           | Upload image |

#### Guareña
| Tên                                     | Dạng    | Địa điểm | Tọa độ | Số hồ sơ tham khảo? | Ngày nhận danh hiệu? | Hình ảnh                                                   |
| --------------------------------------- | ------- | -------- | ------ | ------------------- | -------------------- | ---------------------------------------------------------- |
| Nhà thờ parroquial Santa María. Guareña | Di tích | Guareña  |        | RI-51-0005428       | 30-11-1990           | Iglesia parroquial de Santa María (Guareña) · Upload image |

### H

#### Hornachos
| Tên                                                | Dạng    | Địa điểm  | Tọa độ | Số hồ sơ tham khảo? | Ngày nhận danh hiệu? | Hình ảnh                                                                |
| -------------------------------------------------- | ------- | --------- | ------ | ------------------- | -------------------- | ----------------------------------------------------------------------- |
| Nhà thờ parroquial Purísima Concepción (Hornachos) | Di tích | Hornachos |        | RI-51-0006965       | 27-07-1990           | Iglesia Parroquial de la Purísima Concepción (Hornachos) · Upload image |

### J

#### Jerez de los Caballeros
| Tên                                      | Dạng                 | Địa điểm                | Tọa độ                                        | Số hồ sơ tham khảo? | Ngày nhận danh hiệu? | Hình ảnh                                         |
| ---------------------------------------- | -------------------- | ----------------------- | --------------------------------------------- | ------------------- | -------------------- | ------------------------------------------------ |
| Dolmen Toniñuelo                         | Di tích              | Jerez de los Caballeros |                                               | RI-51-0000398       | 03-06-1931           | Upload image                                     |
| Ciudad Jerez Caballeros                  | Khu phức hợp lịch sử | Jerez de los Caballeros | 38°19′12″B 6°46′19″T / 38,320027°B 6,771809°T | RI-53-0000080       | 29-12-1966           | Ciudad de Jerez de los Caballeros · Upload image |
| Nhà thờ San Bartolomé (Jerez Caballeros) | Di tích              | Jerez de los Caballeros | 38°19′20″B 6°46′17″T / 38,322209°B 6,771452°T |                     | 08-10-2013           | Iglesia de San Bartolomé · Upload image          |

### L

#### Llerena, Badajoz
| Tên                        | Dạng                 | Địa điểm         | Tọa độ                                        | Số hồ sơ tham khảo? | Ngày nhận danh hiệu? | Hình ảnh                                     |
| -------------------------- | -------------------- | ---------------- | --------------------------------------------- | ------------------- | -------------------- | -------------------------------------------- |
| Quần thể Histórico Llerena | Khu phức hợp lịch sử | Llerena, Badajoz | 38°14′16″B 6°00′54″T / 38,237902°B 6,014909°T | RI-53-0000081       | 29-12-1966           | Conjunto Histórico de Llerena · Upload image |

### M

#### Magacela
| Tên      | Dạng                 | Địa điểm | Tọa độ                                        | Số hồ sơ tham khảo? | Ngày nhận danh hiệu? | Hình ảnh                                      |
| -------- | -------------------- | -------- | --------------------------------------------- | ------------------- | -------------------- | --------------------------------------------- |
| Magacela | Khu phức hợp lịch sử | Magacela | 38°53′45″B 5°44′15″T / 38,895776°B 5,737451°T | RI-53-0000400       | 07-03-1994           | Conjunto Histórico de Magacela · Upload image |

#### Medellín (Tây Ban Nha)
| Tên              | Dạng    | Địa điểm | Tọa độ                                        | Số hồ sơ tham khảo? | Ngày nhận danh hiệu? | Hình ảnh                            |
| ---------------- | ------- | -------- | --------------------------------------------- | ------------------- | -------------------- | ----------------------------------- |
| Lâu đài Medellín | Di tích | Medellín | 38°58′01″B 5°57′23″T / 38,966953°B 5,956289°T | RI-51-0000400       | 03-06-1931           | Castillo de Medellín · Upload image |

#### Mérida, Tây Ban Nha
| Tên                                                          | Dạng                      | Địa điểm                                                | Tọa độ                                        | Số hồ sơ tham khảo? | Ngày nhận danh hiệu? | Hình ảnh                                                                             |
| ------------------------------------------------------------ | ------------------------- | ------------------------------------------------------- | --------------------------------------------- | ------------------- | -------------------- | ------------------------------------------------------------------------------------ |
| Quần thể Histórico-arqueológico Diversas Zonas Ciudad Mérida | Khu phức hợp lịch sử      | Mérida, Tây Ban Nha                                     | 38°54′56″B 6°20′18″T / 38,915513°B 6,338385°T | RI-53-0000148       | 08-02-1973           | Conjunto Histórico-arqueológico Diversas Zonas de la Ciudad de Mérida · Upload image |
| Acueducto San Lázaro                                         | Di tích Máng nước         | Mérida, Tây Ban Nha Acueducto "Rabo de Buey".           | 38°55′14″B 6°20′07″T / 38,92049°B 6,335198°T  | RI-51-0005446       | 02-09-1988           | Acueducto de San Lázaro · Upload image                                               |
| Acueducto Milagros                                           | Di tích Máng nước         | Mérida, Tây Ban Nha                                     | 38°55′25″B 6°20′53″T / 38,923507°B 6,347932°T | RI-51-0000112       | 13-12-1912           | Acueducto Romano "Los Milagros" · Upload image                                       |
| Acueducto Romano San Lázaro                                  | Di tích Máng nước         | Mérida, Tây Ban Nha                                     | 38°55′12″B 6°20′07″T / 38,920108°B 6,335347°T | RI-51-0000113       | 13-12-1912           | Acueducto Romano San Lázaro · Upload image                                           |
| Alcazaba Mérida                                              | Di tích Alcazaba          | Mérida, Tây Ban Nha                                     | 38°54′52″B 6°20′49″T / 38,914387°B 6,346977°T | RI-51-0000124       | 13-12-1912           | Alcazaba-conventual · Upload image                                                   |
| Anfiteatro Mérida                                            | Di tích Anfiteatro        | Mérida, Tây Ban Nha                                     | 38°54′57″B 6°20′17″T / 38,91589°B 6,337942°T  | RI-51-0000108       | 13-12-1912           | Anfiteatro Romano · Upload image                                                     |
| Thư viện Pública Estado (Mérida)                             | Thư viện                  | Mérida, Tây Ban Nha                                     | 38°54′52″B 6°21′25″T / 38,914561°B 6,357062°T | RI-BI-0000030       | 25-06-1985           | Biblioteca Pública del Estado (Mérida) · Upload image                                |
| Tu viện Santa Eulalia                                        | Di tích Tu viện           | Mérida, Tây Ban Nha Antiguo Monasterio de Santa Olalla. |                                               | RI-51-0005369       | 06-05-1988           | Upload image                                                                         |
| Arco Trajano (Mérida)                                        | Di tích Arco              | Mérida, Tây Ban Nha                                     | 38°55′03″B 6°20′47″T / 38,91759°B 6,346434°T  | RI-51-0000117       | 13-12-1912           | Arco Romano de Trajano · Upload image                                                |
| Vương cung thánh đường Santa Eulalia (Mérida)                | Di tích Basílica          | Mérida, Tây Ban Nha                                     | 38°55′13″B 6°20′30″T / 38,920352°B 6,341761°T | RI-51-0000122       | 13-12-1912           | Basílica Romano Cristiana · Upload image                                             |
| Circo romano Mérida                                          | Di tích Circo             | Mérida, Tây Ban Nha                                     | 38°55′11″B 6°19′58″T / 38,919687°B 6,332762°T | RI-51-0000109       | 13-12-1912           | Circo Romano · Upload image                                                          |
| Columbarios Romanos                                          | Di tích                   | Mérida, Tây Ban Nha                                     |                                               | RI-51-0000120       | 13-12-1912           | Upload image                                                                         |
| Tu viện San Andrés (Mérida)                                  | Di tích Tu viện           | Mérida, Tây Ban Nha Convento de Santo Domingo           |                                               | RI-51-0005321       | 30-10-1992           | Upload image                                                                         |
| Dolmen prado Lácara                                          | Di tích Dolmen            | Mérida, Tây Ban Nha                                     |                                               | RI-51-0000106       | 13-12-1912           | Dolmen del prado de Lácara · Upload image                                            |
| Entorno protección Convento San Andrés                       | Di tích                   | Mérida, Tây Ban Nha                                     |                                               | RI-51-0005321-00001 | 02-12-1997           | Upload image                                                                         |
| Vương cung thánh đường Santa Eulalia (Mérida)                | Di tích Basílica          | Mérida, Tây Ban Nha                                     | 38°55′13″B 6°20′30″T / 38,920352°B 6,341761°T | RI-51-0000123       | 13-12-1912           | Iglesia Parroquial de Santa Eulalia (Mérida) · Upload image                          |
| Bảo tàng Nacional Arte Romano                                | Di tích Bảo tàng          | Mérida, Tây Ban Nha                                     |                                               | RI-51-0001309       | 01-03-1962           | Museo Arqueológico de Mérida · Upload image                                          |
| Pantano Proserpina                                           | Di tích Đập nước          | Mérida, Tây Ban Nha                                     | 38°58′10″B 6°21′59″T / 38,969544°B 6,366433°T | RI-51-0000114       | 13-12-1912           | Pantano de Proserpina · Upload image                                                 |
| Puente Romano sobre Albarregas                               | Di tích Cầu               | Mérida, Tây Ban Nha                                     | 38°55′24″B 6°20′57″T / 38,923464°B 6,349177°T | RI-51-0000111       | 13-12-1912           | Puente Romano sobre El Albarregas · Upload image                                     |
| Puente Romano (Mérida)                                       | Di tích Cầu               | Mérida, Tây Ban Nha                                     | 38°54′48″B 6°21′01″T / 38,913272°B 6,350155°T | RI-51-0000110       | 13-12-1912           | Puente Romano sobre El Guadiana · Upload image                                       |
| Nhà Mitreo                                                   | Khu khảo cổ Di tích La Mã | Mérida, Tây Ban Nha                                     | 38°55′00″B 6°20′57″T / 38,916651°B 6,349037°T | RI-55-0000221       | 14-09-1990           | Casa del Mitreo · Upload image                                                       |
| Nhà Anfiteatro                                               | Khu khảo cổ Di tích La Mã | Mérida, Tây Ban Nha                                     | 38°55′02″B 6°20′15″T / 38,917178°B 6,337507°T | RI-55-0000222       | 19-11-1991           | Casa del Anfiteatro · Upload image                                                   |
| Đền Marte (Mérida)                                           | Di tích                   | Mérida, Tây Ban Nha                                     |                                               | RI-51-0000119       | 13-12-1912           | Restos del Templo Romano de Marte · Upload image                                     |
| Termas romanas Mérida                                        | Di tích                   | Mérida, Tây Ban Nha                                     |                                               | RI-51-0000121       | 13-12-1912           | Upload image                                                                         |
| Teatro romano Mérida                                         | Di tích Teatro            | Mérida, Tây Ban Nha                                     | 38°54′54″B 6°20′19″T / 38,915022°B 6,338629°T | RI-51-0000107       | 13-12-1912           | Teatro Romano (Mérida) · Upload image                                                |
| Đền Diana (Mérida)                                           | Di tích Templo            | Mérida, Tây Ban Nha                                     | 38°54′58″B 6°20′39″T / 38,916198°B 6,344276°T | RI-51-0000118       | 13-12-1912           | Templo Romano de Diana · Upload image                                                |

### O

#### Olivenza
| Tên                                            | Dạng                 | Địa điểm | Tọa độ                                        | Số hồ sơ tham khảo? | Ngày nhận danh hiệu? | Hình ảnh                                                |
| ---------------------------------------------- | -------------------- | -------- | --------------------------------------------- | ------------------- | -------------------- | ------------------------------------------------------- |
| Capilla Bệnh viện Caridad hay Nhà Misericordia | Di tích              | Olivenza |                                               | RI-51-0005424       | 10-03-1992           | Upload image                                            |
| Quần thể Histórico Artístico Olivenza          | Khu phức hợp lịch sử | Olivenza | 38°41′09″B 7°06′00″T / 38,685928°B 7,100068°T | RI-53-0000047       | 18-06-1964           | Conjunto Histórico Artístico de Olivenza · Upload image |

#### Orellana la Vieja
| Tên                              | Dạng    | Địa điểm          | Tọa độ | Số hồ sơ tham khảo? | Ngày nhận danh hiệu? | Hình ảnh     |
| -------------------------------- | ------- | ----------------- | ------ | ------------------- | -------------------- | ------------ |
| Palacio-castillo Marques Belgida | Di tích | Orellana la Vieja |        | RI-51-0001190       | 03-03-1989           | Upload image |

### P

#### Palomas (Badajoz)
| Tên                                     | Dạng                         | Địa điểm | Tọa độ                                        | Số hồ sơ tham khảo? | Ngày nhận danh hiệu? | Hình ảnh                                           |
| --------------------------------------- | ---------------------------- | -------- | --------------------------------------------- | ------------------- | -------------------- | -------------------------------------------------- |
| Nhà thờ Nuestra Señora Gracia (Palomas) | Di tích Thời gian: Thế kỷ 16 | Palomas  | 38°41′28″B 6°08′01″T / 38,691204°B 6,133628°T |                     | 12-11-2013           | Iglesia de Nuestra Señora de Gracia · Upload image |

#### La Parra
| Tên                       | Dạng                         | Địa điểm | Tọa độ                                        | Số hồ sơ tham khảo? | Ngày nhận danh hiệu? | Hình ảnh                                           |
| ------------------------- | ---------------------------- | -------- | --------------------------------------------- | ------------------- | -------------------- | -------------------------------------------------- |
| Tu viện Santa María Parra | Di tích Thời gian: Thế kỷ 17 | La Parra | 38°31′19″B 6°37′30″T / 38,521964°B 6,624909°T |                     | 23-05-2013           | Convento de Santa María de la Parra · Upload image |

#### Puebla de la Reina
| Tên                                 | Dạng                                              | Địa điểm           | Tọa độ                                       | Số hồ sơ tham khảo? | Ngày nhận danh hiệu? | Hình ảnh                          |
| ----------------------------------- | ------------------------------------------------- | ------------------ | -------------------------------------------- | ------------------- | -------------------- | --------------------------------- |
| Nhà thờ Santa Olalla (Puebla Reina) | Di tích Nhà thờ Thời gian: Thế kỷ 15 và Thế kỷ 16 | Puebla de la Reina | 38°39′50″B 6°06′11″T / 38,66382°B 6,103136°T |                     | 30-09-2014           | Puebla de la Reina · Upload image |

### R

#### Reina (Badajoz)
| Tên            | Dạng                                             | Địa điểm | Tọa độ                                        | Số hồ sơ tham khảo? | Ngày nhận danh hiệu? | Hình ảnh                         |
| -------------- | ------------------------------------------------ | -------- | --------------------------------------------- | ------------------- | -------------------- | -------------------------------- |
| Alcazaba Reina | Di tích Kiến trúc phòng thủ Thời gian: Thế kỷ 12 | Reina    | 38°11′23″B 5°57′24″T / 38,189654°B 5,956699°T | RI-51-0000404       | 03-06-1931           | Alcazaba de Reina · Upload image |

### S

#### Salvatierra de los Barros
| Tên                | Dạng            | Địa điểm                  | Tọa độ | Số hồ sơ tham khảo? | Ngày nhận danh hiệu? | Hình ảnh     |
| ------------------ | --------------- | ------------------------- | ------ | ------------------- | -------------------- | ------------ |
| Pozo hay Nhà Nieve | Khu vực lịch sử | Salvatierra de los Barros |        | RI-54-0000073       | 02-08-1994           | Upload image |

#### San Pedro de Mérida
| Tên              | Dạng    | Địa điểm            | Tọa độ                                        | Số hồ sơ tham khảo? | Ngày nhận danh hiệu? | Hình ảnh                                  |
| ---------------- | ------- | ------------------- | --------------------------------------------- | ------------------- | -------------------- | ----------------------------------------- |
| Embalse Cornalvo | Di tích | San Pedro de Mérida | 38°59′18″B 6°11′28″T / 38,988333°B 6,191111°T | RI-51-0000115       | 13-12-1912           | Pantano romano de Cornalvo · Upload image |

#### San Vicente de Alcántara
| Tên                                         | Dạng                 | Địa điểm                 | Tọa độ                                        | Số hồ sơ tham khảo? | Ngày nhận danh hiệu? | Hình ảnh     |
| ------------------------------------------- | -------------------- | ------------------------ | --------------------------------------------- | ------------------- | -------------------- | ------------ |
| Nhà hoang Santa Ana (San Vicente Alcántara) | Di tích Nơi hẻo lánh | San Vicente de Alcántara | 39°21′35″B 7°08′14″T / 39,359623°B 7,137251°T | RI-51-0007298       | 22-03-1994           | Upload image |

#### Santa Amalia
| Tên                  | Dạng    | Địa điểm     | Tọa độ                                       | Số hồ sơ tham khảo? | Ngày nhận danh hiệu? | Hình ảnh     |
| -------------------- | ------- | ------------ | -------------------------------------------- | ------------------- | -------------------- | ------------ |
| Nhà thờ Santa Amalia | Di tích | Santa Amalia | 39°00′43″B 6°00′42″T / 39,012029°B 6,01166°T |                     | 16-09-2014           | Upload image |

#### Santa Marta, Extremadura
| Tên                          | Dạng        | Địa điểm                 | Tọa độ | Số hồ sơ tham khảo? | Ngày nhận danh hiệu? | Hình ảnh     |
| ---------------------------- | ----------- | ------------------------ | ------ | ------------------- | -------------------- | ------------ |
| Ruínas Romanas (Santa Marta) | Khu khảo cổ | Santa Marta, Extremadura |        | RI-55-0000010       | 03-06-1931           | Upload image |

### T

#### Torremejía
| Tên                 | Dạng    | Địa điểm   | Tọa độ | Số hồ sơ tham khảo? | Ngày nhận danh hiệu? | Hình ảnh     |
| ------------------- | ------- | ---------- | ------ | ------------------- | -------------------- | ------------ |
| Casa-palacio Lastra | Di tích | Torremejía |        | RI-51-0009090       | 04-04-1995           | Upload image |

### V

#### Villafranca de los Barros
| Tên                                               | Dạng    | Địa điểm                  | Tọa độ                                        | Số hồ sơ tham khảo? | Ngày nhận danh hiệu? | Hình ảnh     |
| ------------------------------------------------- | ------- | ------------------------- | --------------------------------------------- | ------------------- | -------------------- | ------------ |
| Antigua Fábrica Harinas                           | Di tích | Villafranca de los Barros |                                               | RI-51-0005450       | 14-11-1994           | Upload image |
| Nhà thờ Nuestra Señora Valle (Villafranca Barros) | Di tích | Villafranca de los Barros | 38°33′40″B 6°20′23″T / 38,561187°B 6,339671°T |                     | 09-09-2014           | Upload image |

#### Villar del Rey
| Tên        | Dạng            | Địa điểm       | Tọa độ | Số hồ sơ tham khảo? | Ngày nhận danh hiệu? | Hình ảnh     |
| ---------- | --------------- | -------------- | ------ | ------------------- | -------------------- | ------------ |
| Pozo Nieve | Khu vực lịch sử | Villar del Rey |        | RI-54-0000075       | 02-08-1994           | Upload image |

### Z

#### Zafra
| Tên                                 | Dạng                 | Địa điểm | Tọa độ                                        | Số hồ sơ tham khảo? | Ngày nhận danh hiệu? | Hình ảnh                                   |
| ----------------------------------- | -------------------- | -------- | --------------------------------------------- | ------------------- | -------------------- | ------------------------------------------ |
| Bảo tàng Convento Santa Clara Zafra | Di tích              | Zafra    |                                               | RI-51-0004975       | 16-11-1983           | Upload image                               |
| Cung điện Duques Feria (Zafra)      | Di tích Cung điện    | Zafra    | 38°25′27″B 6°25′00″T / 38,424126°B 6,41674°T  | RI-51-0000401       | 03-06-1931           | El Alcázar · Upload image                  |
| Nhà thờ Conventual Santa Marina     | Di tích              | Zafra    |                                               | RI-51-0005325       | 02-09-1988           | Upload image                               |
| Quần thể Histórico Zafra            | Khu phức hợp lịch sử | Zafra    | 38°25′35″B 6°25′10″T / 38,426294°B 6,419324°T | RI-53-0000060       | 20-05-1965           | Conjunto Histórico de Zafra · Upload image |

#### Zalamea de la Serena
| Tên                             | Dạng                                | Địa điểm             | Tọa độ                                        | Số hồ sơ tham khảo? | Ngày nhận danh hiệu? | Hình ảnh                                            |
| ------------------------------- | ----------------------------------- | -------------------- | --------------------------------------------- | ------------------- | -------------------- | --------------------------------------------------- |
| Ruínas Romanas (Zalamea Serena) | Di tích                             | Zalamea de la Serena |                                               | RI-51-0000395       | 03-06-1931           | Upload image                                        |
| Cancho Roano                    | Khu khảo cổ Thời gian: Thế kỷ 6 TCN | Zalamea de la Serena | 38°42′05″B 5°41′03″T / 38,701428°B 5,684164°T | RI-55-0000239       | 10-02-1989           | Yacimiento Arqueológico Cancho Ruano · Upload image |

#### La Zarza, Badajoz
| Tên                        | Dạng                         | Địa điểm | Tọa độ                                        | Số hồ sơ tham khảo? | Ngày nhận danh hiệu? | Hình ảnh     |
| -------------------------- | ---------------------------- | -------- | --------------------------------------------- | ------------------- | -------------------- | ------------ |
| Nhà thờ San Martín (Zarza) | Di tích Thời gian: Thế kỷ 16 | La Zarza | 38°49′01″B 6°12′48″T / 38,816894°B 6,213333°T |                     | 30-09-2014           | Upload image |